# Instrumentación electrónica
Instrumentación electrónica es la parte de la electrónica, principalmente analógica, que se encarga del diseño y manejo de los aparatos electrónicos y eléctricos, sobre todo para su uso en mediciones.
La instrumentación electrónica se aplica en el sensado y procesamiento de la información proveniente de variables físicas y químicas, a partir de las cuales realiza el monitoreo y control de procesos, empleando dispositivos y tecnologías electrónicas.

## Sensores
Un elemento imprescindible para la toma de medidas es el sensor que se encarga de transformar la variación de la magnitud a medir en una señal eléctrica. Los sensores se pueden dividir en:
- Pasivos: los que necesitan un aporte de energía externa.
  - Resistivos: son los que transforman la variación de la magnitud a medir en una variación de su resistencia eléctrica. Un ejemplo puede ser un termistor, que sirve para medir temperaturas.
  - Capacitivos: son los que transforman la variación de la magnitud a medir en una variación de la capacidad de un condensador. Un ejemplo es un condensador con un material en el dieléctrico que cambie su conductividad ante la presencia de ciertas sustancias.
  - Inductivos: son los que transforman la variación de la magnitud a medir en una variación de la inductancia de una bobina. Un ejemplo puede ser una bobina con el núcleo móvil, que puede servir para medir desplazamientos.
- Activos: los que son capaces de generar su propia energía. A veces también se les llama sensores generadores. Un ejemplo puede ser un transistor en el que la puerta se sustituye por una membrana permeable solo a algunas sustancias (IsFET), que puede servir para medir concentraciones.

Nota:
Walt Kester de Analog Devices da una clasificación opuesta a la mencionada anteriormente, como ejemplo un termistor sería un sensor pasivo (necesita de un aporte de energía) y un termopar sería activo (no necesita aporte de energía externa).
Otros ejemplos son: termopar, fotorresistencia, fotodiodo, fototransistor, condensador de placas móviles, sensor de efecto Hall, etc.
A veces también se puede aprovechar una característica no deseada de un elemento, como la dependencia de la temperatura en los semiconductores, para usar estos elementos como sensores.

## Acondicionadores
La señal de salida de un sensor no suele ser válida para su procesado. Por lo general requiere de una amplificación para adaptar sus niveles a los del resto de la circuitería. Un ejemplo de amplificador es el amplificador de instrumentación, que es muy inmune a cierto tipo de ruido.
No solo hay que adaptar niveles, también puede que la salida del sensor no sea lineal o incluso que esta dependa de las condiciones de funcionamiento (como la temperatura ambiente o la tensión de alimentación) por lo que hay que linealizar el sensor y compensar sus variaciones. La compensación puede ser hardware o software, en este último caso ya no es parte del acondicionador.
Otras veces la información de la señal no está en su nivel de tensión, puede que esté en su frecuencia, su corriente o en algún otro parámetro, por lo que también se pueden necesitar demoduladores, filtros o convertidores corriente-tensión. Un ejemplo de cuando la información no está en el nivel de tensión puede ser un sensor capacitivo, en el que se necesita que tenga una señal variable en el tiempo (preferentemente sinusoidal).
Un ejemplo clásico de acondicionador es el puente de Wheatstone, en el que se sustituyen una o varias impedancias del puente por sensores. A continuación típicamente se coloca un amplificador.
Por último, entre el acondicionador y el siguiente paso en el proceso de la señal puede haber una cierta distancia o un alto nivel de ruido, por lo que una señal de tensión no es adecuada al verse muy afectada por estos dos factores. En este caso se debe adecuar la señal para su transporte, por ejemplo transmitiendo la información en la frecuencia o en la corriente (por ejemplo el bucle de 4-20mA).

## Digitalización
Para un procesado de la señal eficaz hay que convertir la señal en digital. La instrumentación también estudia la conversión analógica-digital, así como la conversión digital-analógica. Por otra parte también pueden usarse técnicas de multiplexación de señales en el caso de que haya más de una para medir.

## Equipos electrónicos
Otra parte de la instrumentación es, como su nombre indica, el estudio de los instrumentos electrónicos. Estos pueden ser parte del sistema que realizará la medida o ser el propio sistema.
Algunos instrumentos son el multímetro, el osciloscopio, sondas, etc. Otros equipos no están directamente diseñados para las medidas, como las fuentes de alimentación.

## Instrumentación virtual
Por último, una de las nuevas tendencias en la instrumentación es la instrumentación virtual. La idea es sustituir y ampliar elementos "hardware" por otros "software", para ello se emplea un procesador (normalmente un PC) que ejecute un programa específico, este programa se comunica con los dispositivos para configurarlos y leer sus medidas.
Las ventajas de la instrumentación virtual son que es capaz de automatizar las medidas, procesado de la información, visualización y actuación remotamente, etc.
Algunos programas especializados en este campo son LabVIEW y Agilent-VEE (antes HP-VEE). Y algunos buses de comunicación populares son GPIB, RS-232, USB, etc.